# Estadio Alfredo Beranger
Das Estadio Alfredo Beranger ist ein Fußballstadion in Turdera im Partido Lomas de Zamora im Großraum der argentinischen Hauptstadt Buenos Aires. Es fasst bis zu 18.000 Zuschauer und ist die Heimspielstätte des Fußballvereins Temperley.

## Geschichte
Das Stadion wurde nach Alfredo Martín Beranger benannt, der von 1919 bis zu seiner Ermordung im März 1923 Präsident des CA Temperley war. Bis zur Eröffnung des Stadions im April 1924 spielte der Verein auf einem Feld in Turdera und auf dem „Campo Huergo“ in der Nähe des heutigen Hospital Español. Alfredo Beranger war es auch, der das Stadiongelände vermittelte, mit der Eisenbahngesellschaft Ferrocarril del Sud zu verhandeln begann und Garantien zur Finanzierung gab. Nach dem Erwerb des Geländes mussten gesiedelte Familien vom Grundstück vertrieben werden. Ein Mitglied einer dieser Familien ermordete Beranger.
Das Stadion wurde offiziell am 13. April 1924 beim Spiel gegen Dock Sud eingeweiht. Der Verein baute in den 1930er Jahren die erste Tribüne, die 1947 durch eine Betontribüne ersetzt wurde. Zehn Jahre später wurden auf der Gegenseite eine neue Tribüne sowie die Stehplätze errichtet. Weitere Renovierungen folgten: 2005 mit einem neuen Beleuchtungssystem und 2012 beim Austausch der Holzsitzplätze in Kunststoffplätze. Zuletzt wurde die Tribüne Mariano Bondi im Juni 2016 fertiggestellt und 2022 die Zäune um das Spielfeld entfernt sowie Verbesserungen für Rollstuhlfahrer vorgenommen.